# Carlo Luisi
Carlo Luisi (Pescara, 20 marzo 1977) è un ex calciatore italiano, di ruolo centrocampista.

## Carriera
Mediano incontrista , cresce nella Renato Curi, e approda al calcio professionistico con la maglia del Benevento, militante in Serie C2. Con i campani gioca sei stagioni consecutive, intervallate da una breve esperienza (senza presenze) nella Fermana in Serie B, e conquista la promozione in Serie C1 nel campionato 1998-1999.
Nell'estate 2003 ritorna nella serie cadetta, acquistato dal Pescara, squadra della sua città natale. A fine stagione la compagine abruzzese retrocede in Serie C1, ma Luisi si mette in luce con 23 presenze e viene acquistato dal Piacenza di Giuseppe Iachini. In Emilia colleziona altre 23 presenze, impiegato come alternativa alla coppia titolare formata da Luigi Riccio e Bogdan Pătrașcu. Inizialmente riconfermato per la stagione successiva, viene ceduto prima dell'inizio del campionato facendo ritorno in prestito al Pescara, sempre in Serie B.
Dopo una sola stagione si trasferisce al Modena, dove rimane fino al gennaio 2008 quando si accasa per sei mesi al Pisa, con cui sfiora la Serie A ai playoff. In seguito milita per una stagione nell'Ascoli e quindi di nuovo nel Modena, dove rimane fino all'estate 2011 quando non gli viene rinnovato il contratto.
Il 2 febbraio 2012 si lega nuovamente al Benevento, firmando un contratto fino al 30 giugno successivo. A fine stagione rimane svincolato, e il 25 ottobre 2012 firma per la Maceratese, squadra militante in Serie D. A fine stagione lascia i marchigiani e annuncia il ritiro dal calcio per dedicarsi all'attività di Scouting, dopo aver conseguito il titolo di Direttore Sportivo.